# Стоун-Ридж (Нью-Йорк)
Стоун-Ридж (англ. Stone Ridge) — переписна місцевість (CDP) в США, в окрузі Ольстер штату Нью-Йорк. Населення — 1234 особи (2020).

## Географія
Стоун-Ридж розташований за координатами 41°50′48″ пн. ш. 74°9′16″ зх. д. / 41.84667° пн. ш. 74.15444° зх. д. (41.846722, -74.154549).  За даними Бюро перепису населення США в 2010 році переписна місцевість мала площу 13,55 км², з яких 13,44 км² — суходіл та 0,10 км² — водойми.

## Демографія
Згідно з переписом 2010 року, у переписній місцевості мешкали 1173 особи в 480 домогосподарствах у складі 337 родин. Густота населення становила 87 осіб/км².  Було 545 помешкань (40/км²).
Расовий склад населення:
| - 92,0 % — білих - 2,4 % — азіатів - 1,4 % — чорних або афроамериканців - 0,3 % — корінних американців - 0,1 % — вихідців з тихоокеанських островів |

До двох чи більше рас належало 3,6 %. Частка іспаномовних становила 2,9 % від усіх жителів.
За віковим діапазоном населення розподілялося таким чином: 19,4 % — особи молодші 18 років, 64,9 % — особи у віці 18—64 років, 15,7 % — особи у віці 65 років та старші. Медіана віку мешканця становила 46,5 року. На 100 осіб жіночої статі у переписній місцевості припадало 92,9 чоловіків;  на 100 жінок у віці від 18 років та старших — 90,0 чоловіків також старших 18 років.
Середній дохід на одне домашнє господарство  становив 78 178 доларів США (медіана — 70 500), а середній дохід на одну сім'ю — 88 753 долари (медіана — 83 750). За межею бідності перебувало 2,9 % осіб, у тому числі 0,0 % дітей у віці до 18 років та 17,0 % осіб у віці 65 років та старших.
Цивільне працевлаштоване населення становило 616 осіб. Основні галузі зайнятості: освіта, охорона здоров'я та соціальна допомога — 32,0 %, роздрібна торгівля — 14,4 %, будівництво — 10,1 %, сільське господарство, лісництво, риболовля — 9,3 %.